# Folldal
Folldal és un municipi situat al comtat d'Innlandet, Noruega. Forma part de la regió tradicional de Dovre. Té 1.592 habitants (2016) i la seva superfície és de 1.275 km². El centre administratiu del municipi és el poble homònim.
La mineria fou la principal font d'ingressos dels habitants d'aquest municipi. Les primeres mines es van obrir durant la dècada del 1700, fins que se'n va tancar l'última el 1993. El nou municipi de Folldal va ser separat d'Alvdal el 1914.

## Informació general

### Nom
El primer element és el nom del riu Folla i l'últim element és dal que significa "vall". El significat del nom del riu és desconegut.

### Escut d'armes
L'escut d'armes és relativament modern. Se'ls va concedir el 1988. L'escut mostra un pic daurat sobre un fons vermell. Aquest va ser elegit per representar la mineria i l'agricultura al municipi.

## Història

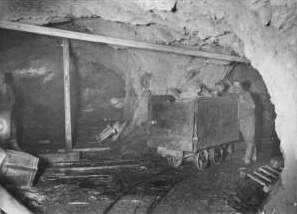
Vista de l'interior de la mina de Gammelgruva.

La mineria va ser la principal font d'ingressos dels habitants de Folldal des de la dècada del 1700 fins al 1993. Les mines de Folldal (Folldal Verk) es van fundar el 1748. La mina de coure principal de Folldal, Gammelgruva, també va obrir les portes aquell any. Les mines van donar feina a 550 persones. Fins al 1878 els minerals extrets eren transportats per carros fins al municipi veí d'Alvdal, any en què es va aturar l'activitat a les mines fins al 1906, quan es van deixar els carros de cavalls que van ser substituïts per cotxes. La mina principal es va tancar el 1941, però d'altres mines menors continuaven en funcionament. Finalment es van tancar totes les mines el 1993.

## Geografia

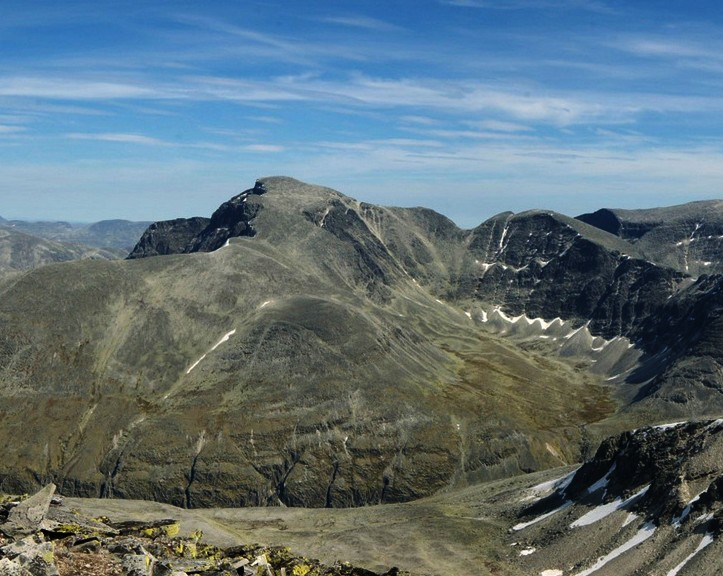
El mont Rondslottet.

Folldal es troba al llarg de la frontera nord-oest del comtat de Hedmark. És vorejat al nord per Oppdal (al comtat de Sør-Trøndelag) i Tynset, a l'est per Alvdal, al sud-est per Stor-Elvdal, i al sud-oest per Fron, Sel, i Dovre (tots situats al comtat d'Oppland). El municipi de Folldal té el centre administratiu situat a més alçada del país (712,5 metres sobre el nivell del mar) i té un pintoresc paisatge amb muntanyes i valls. El poble es troba als peus de les muntanyes Rondeslottet i Snøhetta. L'àrea també té moltes característiques geològiques interessants de l'última edat de gel. Gairebé la meitat del sòl municipal està protegit per àrees de conservació i dos parcs nacionals, el de Rondane i el de Dovrefjell-Sunndalsfjella.
Una carretera turística nacional, l'RV 27, travessa el municipi.

## Turisme
Folldal ofereix una àmplia varietat d'activitats a l'aire lliure. El senderisme és bo amb senders senyalitzats i diverses cabanes on allotjar-s'hi. Es pot pescar als rius Folla, Einunna o Glomma. Les oportunitats per a la caça a la zona també són bones.